# Gregor - La prima profezia
Gregor - La prima profezia (Gregor the Overlander) è il primo di una serie di cinque romanzi per ragazzi, The Underland Chronicles, scritto da Suzanne Collins nel 2003. La prima pubblicazione del libro in Italia risale però al 2004 con il titolo Gregor e il regno di Semprebuio, edito da Sperling & Kupfer.
Il romanzo è ambientato ai giorni nostri, a New York. Ha come protagonista Gregor, un ragazzino di undici anni che, insieme con la sorellina di due, Boots, cade dentro a una grata della lavanderia che si apre su un enorme tubo molto lungo, che li porta in una città sotterranea, nel regno di Regalia. Inoltre, la loro permanenza nel Sottomondo è legata a una vecchia profezia, conosciuta come profezia del Grigio.
Finora, il romanzo ha venduto 2 milioni di copie, in 15 diversi Stati del mondo.

## Personaggi principali
Gregor: è il protagonista della storia. Ha due sorelle piccole, Lizzie e Margaret (Boots). Entra nel Sottomondo insieme con la piccola Boots cadendo in una grata della lavanderia. È un ragazzino maturo (nonostante la giovane età), altruista e coraggioso.
Lizzie: è la sorellina di Gregor.    
Margaret detta "Boots": è la sorellina di due anni di Gregor e non ha paura di nulla. Si farà amare da molte creature del Sottomondo per il suo comportamento.
Luxa: una Sottomondo, nipote di Vikus, presto regina di Regalia. È una ragazza prepotente e arrogante, ma anche altruista e dolce. Diventerà amica di Gregor.
Henry: un Sottomondo, cugino di Luxa. È un ragazzo coraggioso, presuntuoso e competitivo. Alla fine, si scoprirà che Henry era, fin dal principio, alleato dei ratti.
Vikus: un Sottomondo, marito di Solovet, reggente di Regalia.
Solovet: una Sottomondo, reggente di Regalia.
Ares: un Alato (pipistrello) vincolato a Henry. È un pipistrello coraggioso, altruista e dolce. Diventerà il migliore amico di Gregor e, quando Henry lo tradirà, diventerà il suo alato, vincolandosi a lui (Gregor lo fa per non farlo cacciare da Regalia).
Aurora: un Alato (pipistrello) dorato vincolato a Luxa.
Ripred: un Rodente (ratto) particolarmente scaltro e abile nella lotta, allontanato da quelli della sua specie; sembrerebbe schierato con gli umani.
Tic e Temp: due Brulicanti (scarafaggi), che prenderanno posto nella profezia del grigio.
Re Gorger: Re dei Rodenti. Principale antagonista del libro, è un ratto crudele, arrogante ed egoista. Grazie agli sforzi di Gregor e dei suoi compagni verrà ucciso.
Padre di Gregor: scomparso 2 anni prima, caduto nel Sottomondo e prigioniero dei Rodenti.
Nerissa: una Sottomondo, cugina di Luxa, sembra in grado di prevedere il futuro.
Treflex e Gox: due tessitori (ragni) che prenderanno posto nella profezia del grigio.
Regina Wevox: Regina dei tessitori.

## Trama
Gregor, undici anni, vive a New York con la madre, assistente di uno studio dentistico, la nonna, che ha problemi di memoria, la sorella Lizzie, di sette anni, e la più piccola della famiglia, Boots (il cui vero nome è Margaret). Il padre di Gregor è scomparso ormai da qualche anno, ma di lui non si parla quasi mai. Nonostante tutto, Gregor sa che il padre non li ha abbandonati, ed è ancora vivo.
Il ragazzino non può andare con Lizzie a un campo estivo perché deve badare alla sorellina; un giorno, mentre la madre non c'è, lasciando la nonna a chiacchierare con una vicina di casa, Gregor e Boots vanno nella lavanderia del loro condominio. Mentre lava i vestiti, si mette a giocare a palla con la bimba, che poco dopo, si incastra in un buco. Gregor la vede, tenta di prenderla prima che lei possa cadere, ma è tutto inutile, e anche lui piomba giù! I fratelli, dopo minuti di discesa in un tubo che non ha nulla per aggrapparsi ai lati, li porta in uno strano regno. I due trovano subito due brulicanti, grandi scarafaggi alti circa 120 cm, che parlano in un modo bizzarro, e che li portano in un campo da gioco. Lì, Gregor fa la conoscenza di Luxa, futura regina del regno di Regalia, e di suo nonno Vikus. Ma niente è normale. Quel mondo si trova sottoterra. Luxa e Vikus, come tutti gli altri abitanti del posto, hanno una pelle estremamente pallida, capelli che paiono d'argento, e occhi viola. In più, come gli scarafaggi, pure i pipistrelli sono enormi, e fanno da "cavalli" a coloro che li montano. Da qui, partiranno una serie di avventure che porteranno Gregor a scoprire che il padre è proprio nel Sottomondo, che i ratti sono sia i principali nemici di quelle persone sia il motivo per cui loro si sono costruiti un mondo parallelo. In più, l'antica profezia del Grigio sembra interessare lui, la sorellina Boots e la ricerca del loro papà.

## Ispirazione
Suzanne Collins, come può essere chiaro, per creare la trama generale della serie, si è ispirata al libro Le avventure di Alice nel Paese delle Meraviglie di Lewis Carroll. Avendo amato il romanzo, la Collins pensò bene di far diventare la protagonista un ragazzino maschio, e di trasportare la vicenda nella New York nei giorni nostri, per rendere il tutto più attuale. Sin dal 1991, Suzanne Collins scriveva sceneggiature per serie televisive, e fu il suo amico James Proimos a dirle di scrivere un libro per bambini.

## Sequel
Gregor è protagonista di altri 4 romanzi, sempre scritti dalla stessa autrice. Sia in America sia in Italia sono usciti tutti e cinque i libri.